# گیش سینه‌صاف
گیش سینه‌صاف (نام علمی: Carangoides gymnostethus) نام یک گونه از تیره گیش‌ماهیان است.